# República Rio-Grandense
A República Rio-Grandense, também conhecida como República de Piratini, foi um estado-nação de reconhecimento limitado formado no extremo sul do Império do Brasil, em território equivalente ao atual estado do Rio Grande do Sul. O período constituiu sendo a mais longa revolta brasileira da história. Foi proclamada em 11 de setembro de 1836, pelo general Antônio de Sousa Neto, como consequência direta da vitória obtida por forças oligárquicas gaúchas na Batalha do Seival (1836), durante a Revolução Farroupilha (1835-1845). No entanto, o objetivo principal nunca foi proclamar um estado-nação próprio separado do Estado brasileiro, mas sim mostrar ao Império do Brasil que as oligarquias gaúchas não estavam satisfeitas com os altos impostos.
Os principais líderes sul-rio-grandenses eram estancieiros, que estavam insatisfeitos com os altos impostos sobre o charque e o couro, de modo que os mesmos produtos estrangeiros fossem mais baratos que os nacionais. A Constituição da República Rio-grandense foi aprovada em 1843, em Alegrete. No entanto, as oligarquias gaúchas se consideravam brasileiras, ainda que tivessem se rebelado por essa disparidade econômica. O mesmo acontecia com a população do Rio Grande do Sul, que também se considerava brasileira, ainda que tenham sido convencidos a lutar em favor dos estancieiros gaúchos, em função dos altos impostos sobre o charque e o couro, que prejudicavam diversos setores da economia local. Entre as principais cidades da então Província de São Pedro do Rio Grande do Sul que não aderiram aos revoltosos, está Porto Alegre, que por esse motivo recebeu do Império o título de "Leal e Valerosa Cidade de Porto Alegre", seu lema oficial até hoje.
Essa "brasilidade" não era unânime, pois os rio-grandenses estavam em contato com os povos platinos, afeitos a uma liberdade sem serem subservientes ao régio poder da corte do Rio de Janeiro, a ex-província da Cisplatina era um exemplo que poderiam se livrar das amarras brasileiras. Quando o império perdeu a província da Cisplatina, tornando como nome a república da banda oriental do Uruguai, os rio-grandenses fizeram o maior esforço na Guerra da Cisplatina, sendo depois renegados pela perda dessa província rica em gado do qual alimentava as charqueadas no Rio Grande do Sul. É inegável a aproximação de amizade das autoridades uruguaias com os principais líderes rio-grandenses na guerra de independência do Rio Grande do Sul. Os "farroupilhas" eram, de fato, liberais exaltados e não toleravam uma regência centralista da corte do Rio de Janeiro, alheia às aspirações e interesses regionais.

## História
A economia da então província de São Pedro do Rio Grande do Sul do Império do Brasil era voltada principalmente para a produção de charque e couro. A província voltava a sua produção para o mercado interno, do qual dependia inteiramente. Mas com o câmbio sobrevalorizado e os benefícios tarifários então oferecidos, o charque importado tinha um custo inferior ao nacional. Assim sendo, os estancieiros da região iniciaram uma rebelião contra o Império do Brasil, e, no dia 10 de setembro de 1836, ocorreu a Batalha do Seival. Com a fulminante vitória dos revoltosos, liderados por Antônio de Sousa Neto, a ideia separatista tomou forma. No dia seguinte, em 11 de setembro, o general Souza Neto proclamou a República Rio-Grandense.
Outro líder separatista, Bento Gonçalves, então preso por forças imperiais na província da Bahia, foi aclamado presidente em 6 de novembro de 1836, junto com quatro vice-presidentes: Antônio Paulino da Fontoura, José Mariano de Matos, Domingos José de Almeida e Inácio José de Oliveira Guimarães.

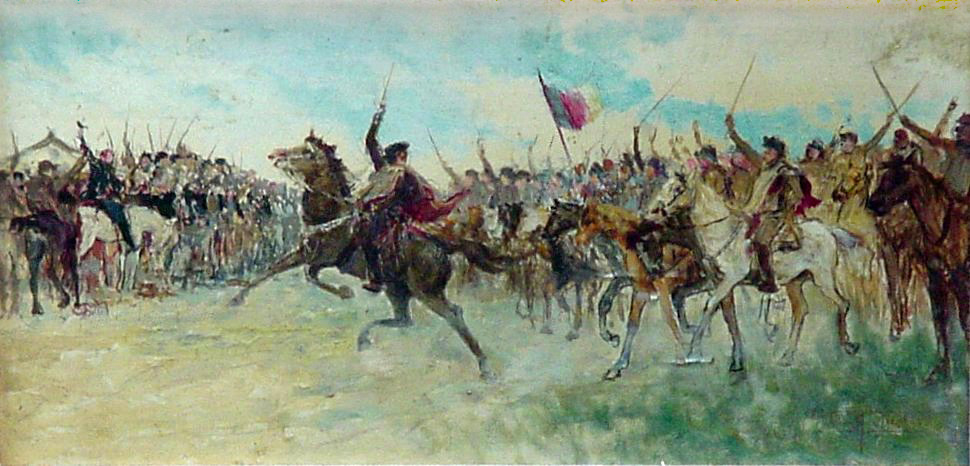
.

Como Bento Gonçalves estava preso, foi necessário eleger um novo presidente, José Gomes de Vasconcelos Jardim, que imediatamente nomeou para seu o ministério da república:
- Domingos José de Almeida – ministro do interior e fazenda.
- José Pinheiro de Ulhoa Cintra – ministro da justiça e estrangeiros.
- José Mariano de Matos – ministro da guerra e marinha.

Ao longo da guerra foram nomeados como generais da república: João Manuel de Lima e Silva, Bento Gonçalves, Antônio de Sousa Neto, Bento Manuel Ribeiro, Davi Canabarro e João Antônio da Silveira.
A primeira capital da nova república foi a cidade de Piratini. Em 1839, forças lideradas pelo revolucionário italiano Giuseppe Garibaldi e pelo gaúcho Davi Canabarro proclamaram a República Juliana na província de Santa Catarina, tomando a cidade de Laguna. A nova república formou uma confederação com a Rio-Grandense mas não durou muito, pois não conseguiu tomar a capital provincial de Nossa Senhora do Desterro, posteriormente renomeada para Florianópolis.
A República Rio-Grandense foi dissolvida em 1 de março de 1845, pelo Tratado de Poncho Verde, que manteve em vigor algumas leis derivadas da constituição rio-grandense. Teve ao todo seis capitais durante os seus nove anos de existência: Piratini, Caçapava do Sul, Alegrete e São Gabriel (capitais oficiais), Bagé (somente por duas semanas) e São Borja. Os seus presidentes foram Bento Gonçalves e Gomes Jardim.

### Bandeira

Bandeira usada pelos farrapos durante a revolta (1835-1845).

A bandeira oficial da República Rio-Grandense era composta pelas cores verde, amarelo e vermelho. Há duas versões para o motivo da composição da bandeira: uma versão explica que seriam as cores-símbolos do Brasil, o verde-amarelo, com o vermelho, que simboliza a república, entrecortando-as; outra versão explica que o verde representava a mata dos pampas, o vermelho o ideal revolucionário, e o amarelo as riquezas do território gaúcho; e uma outra versão diz tratar-se o verde da bandeira portuguesa e o amarelo da bandeira espanhola (respectivamente, o mais importante colonizador e o segundo mais importante colonizador do território do estado do Rio Grande do Sul), entrecortados pela listra vermelha em vertical que seria símbolo de federação na região platina desde a época de José Gervásio Artigas (1764-1850).
De forma semelhante, a atual bandeira do estado do Rio Grande do Sul tem as mesmas cores, em formato retangular, e adicionado o brasão da República Rio-Grandense no meio da bandeira.

## Cisma religioso

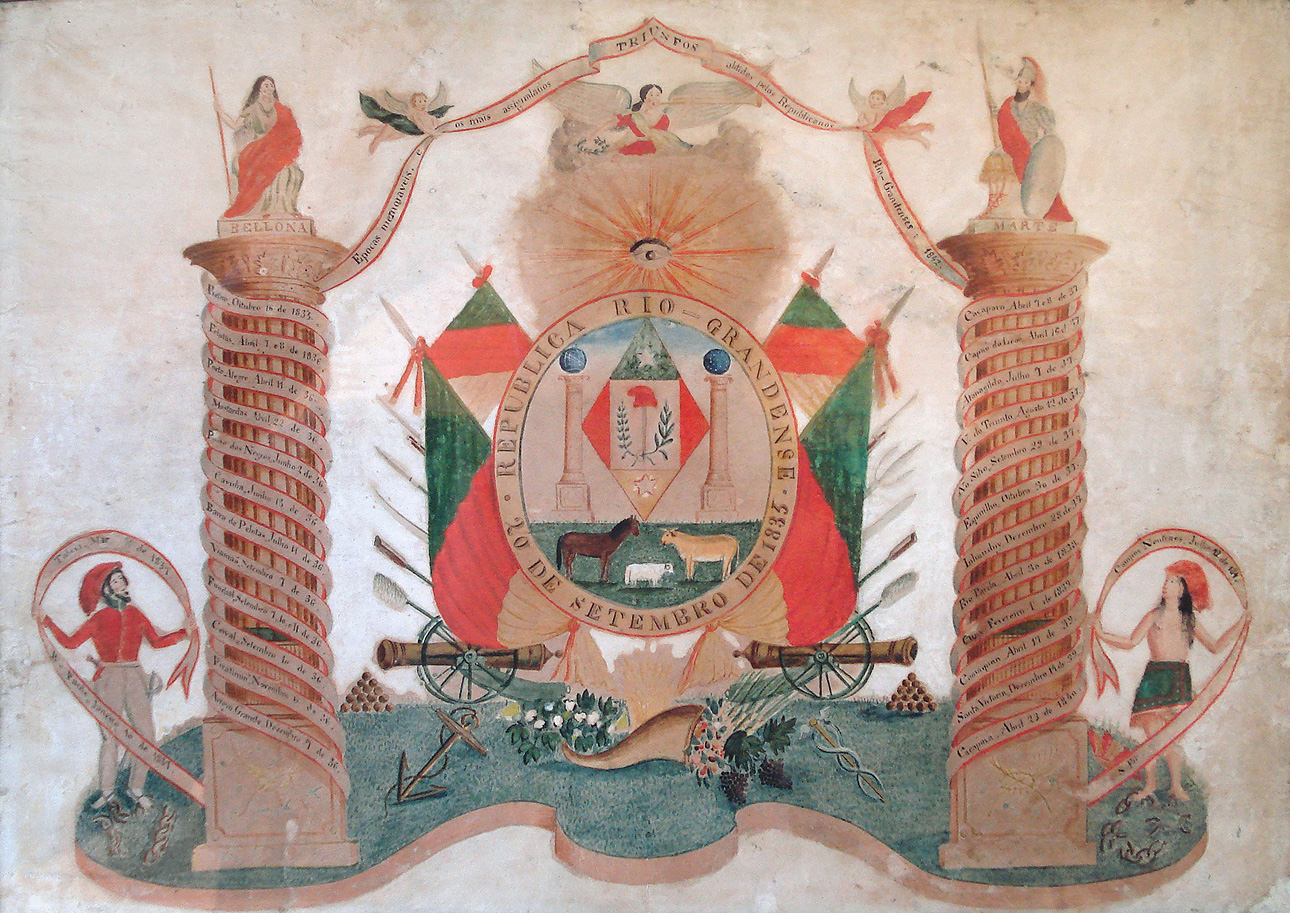
Alegoria Farroupilha, acervo do Museu Júlio de Castilhos, em Porto Alegre.

As paróquias gaúchas estavam vinculadas ao bispado do Rio de Janeiro, o que trazia vários entraves para a República Rio-Grandense. Para romperem com o Império do Brasil, os farroupilhas separaram-se completamente da corte.  Em 22 de junho de 1838, nomearam o padre Chagas como vigário apostólico, negando obediência ao bispo do Rio de Janeiro, criando um cisma na Igreja Católica da então Província de São Pedro do Rio Grande do Sul. O vigário apostólico tinha verdadeira autoridade religiosa: crismava, nomeava padres e dava dispensas matrimoniais. O padre Chagas, então, foi excomungado e seus atos foram declarados ilícitos pelo bispo do Rio de Janeiro, que era a autoridade máxima da Igreja Católica no Brasil na época. Assim mesmo, a maior parte do clero gaúcho aderiu à nova autoridade eclesiástica.
A situação durou até o final da Revolução Farroupilha (1835-45). Com a derrota, o padre Chagas buscou uma reconciliação com o bispo do Rio de Janeiro, tendo sido secretário do novo bispo de Porto Alegre. Após o fim da revolução, o padre Fidêncio José Ortiz foi encarregado pelo bispo do Rio de rever todos os atos praticados e demais documentos.

## Reconhecimento entre os povos
As Províncias Unidas do Rio da Prata à época estavam sendo unificadas pelo ditador Juan Manuel de Rosas e tentavam recuperar o território uruguaio (Guerra Grande), não afastando também a possibilidade de auxílio aos separatistas rio-grandenses. O ditador argentino ofereceu apoio para que David Canabarro continuasse a luta. Rosas foi afastado do poder na Argentina em confronto do qual participaram tropas brasileiras.

## Perenidade

Retrato de Bento Gonçalves, acervo do Museu Júlio de Castilhos, em Porto Alegre.

A República Rio-grandense está simbolicamente perenizada na bandeira e no brasão do estado do Rio Grande do Sul, da mesma forma que outros estados brasileiros mantiveram em seus símbolos cívicos evocações a feitos relevantes. Seu território derivou de cisão parcial da Província de São Pedro do Rio Grande do Sul, que teve seus limites totalmente definidos em relação ao Uruguai somente após o final da Guerra dos Farrapos (1835-45). Após a proclamação da República brasileira em 1889, todo o território da Província passou a constituir uma das unidades federativas do Brasil, sendo esta o estado do Rio Grande do Sul.

### Questionamento sobre o documento do Tratado de Poncho Verde
Numa hipótese de nulidade do Tratado de Poncho Verde, também conhecido como Convênio de Ponche Verde, por inexistência formal ou incompetência dos signatários, a República remanescente nos dias posteriores careceria de soberania, pois não detém os requisitos que a legitimem:
- Não detém o monopólio da força, já que deixou de ter exército próprio, então sediando o Comando Militar do Sul do Exército Brasileiro;
- A sua administração não é independente da União, dentro do pacto federativo brasileiro, e tampouco houve posterior indicação ou eleição de outro presidente nacional desta República para além de Bento Gonçalves e Gomes Jardim;
- Finalmente, os habitantes do território se declaram brasileiros e participam da vida política brasileira, carecendo assim do terceiro elemento fundamental para a existência legítima de qualquer nação.

Dentre os numerosos entendimentos sobre o que é Estado, pode ser citado o firmado na Convenção de Montevidéu em 26 de dezembro de 1933, sendo o Brasil um dos países signatários. Nessa convenção a definição de Estado consiste em um governo com população permanente, território definido e possuindo capacidade para se relacionar com outras nações.